# Куни-но-мия Куниёси
Принц Куниёси из линии Куни (яп. 久邇宮邦彦王 Куни-но-Мия Куниёси:,  23 июня 1873, Киото – 29 июня 1929, Атами) — представитель одной из младших ветвей японской императорской фамилии. Фельдмаршал императорской армии Японии в период правления императоров Мэйдзи и Тайсё. Отец императрицы Кодзюн (супруги императора Сёва) и дед императора Акихито.

## Ранняя жизнь
Принц Куни Куниёси родился в Киото. Третий сын принца Куни Асахико (Куни-но-мия Асахико Синно) и придворной дамы Идзумэ Макико. Его отец, принц Асахико (1824—1891), известный как Куни-но-мия, был сыном принца Фусими Кунииэ (1802—1872), главы дома Фусими-но-мия (1817—1872), одной из боковых линий (окэ) императорского дома, имеющих право претендовать на императорский престол. В 1872 году император Мэйдзи пожаловал принцу Асахико титул «Куни-но-мия» и разрешил ему создать новую боковую линию императорской семьи.
29 октября 1891 года, после смерти своего отца, Куни Куниёси унаследовал титул 2-го главы дома Куни-но-мия. Его единокровные братья, принц Асака Ясухико, принц Хигасикуни Нарухико, принц Насимото Моримаса и принц Кая Кунинори, стали основателями новый боковых линий императорской династии в период Мэйдзи.

## Военная карьера
В 1897 году принц Куни Куниёси окончил 7-й класс Военной академии Императорской армии Японии в звании второго лейтенанта. В феврале 1899 года он получил чин лейтенанта, а в марте 1901 года стал капитаном. В ноябре 1904 года принц дослужился до чина майора пехоты. Во время русско-японской войны принц Куни Куниёси был прикомандирован к штабу генерала Куроки Тамэмото, командующего 1-я японской армии. За военные заслуги принц был награждён Орденом Золотого коршуна 4 степени. Затем он окончил Высшую военную академию Императорской армии Японии и был назначен в 3-й полк императорской гвардейской дивизии.
В 1907—1910 годах принц Куни Куниёси изучал военную тактику в Германии и был прикомандирован во 2-й прусский гвардейский пехотный полк. В апреле 1908 года он получил чин подполковника, а в декабре 1910 года стал полковником. Вернувшись в Японию, принц Куни дослужился до чина генерал-майора в августе 1913 года и получил в командование 38-й пехотный полк. Позднее принц был назначен командующим императорской гвардии Японии, в августе 1917 году он получил чин генерал-лейтенанта и командующего 15-й дивизии. Также он занимал должность верховного священника в храме Мэйдзи Дзингу.
В августе 1923 года принц Куни стал полным генералом и членом Генерального штаба Императорской армии Японии. Сторонник военной авиации, одним из его протеже был Ямамото Исороку, адмирал и главнокомандующий Императорского военно-морского флота Японии.
27 июня 1929 года (за два дня до смерти) император Хирохито присвоил принцу Куни Куниёси чин фельдмаршала и пожаловал ему Орден Хризантемы.
Принц Куни Куниёси скончался в возрасте 56 лет, вскоре после того, как он прибыл на свою виллу в Атами.

## Награды
- Знак Большой ленты ордена Восходящего солнца (ноябрь 1893)
- Большая лента Ордена Хризантемы (ноябрь 1903)
- Орден Золотого Коршуна, 4 степень (апрель 1906)
- орден Святого Александра Невского 13 мая 1909 года
- Достопочтенный Кавалер Большого Креста Королевского Викторианского Ордена (GCVO) (1909)
- Орден Хризантемы (27 января 1929 года)

## Брак и семья

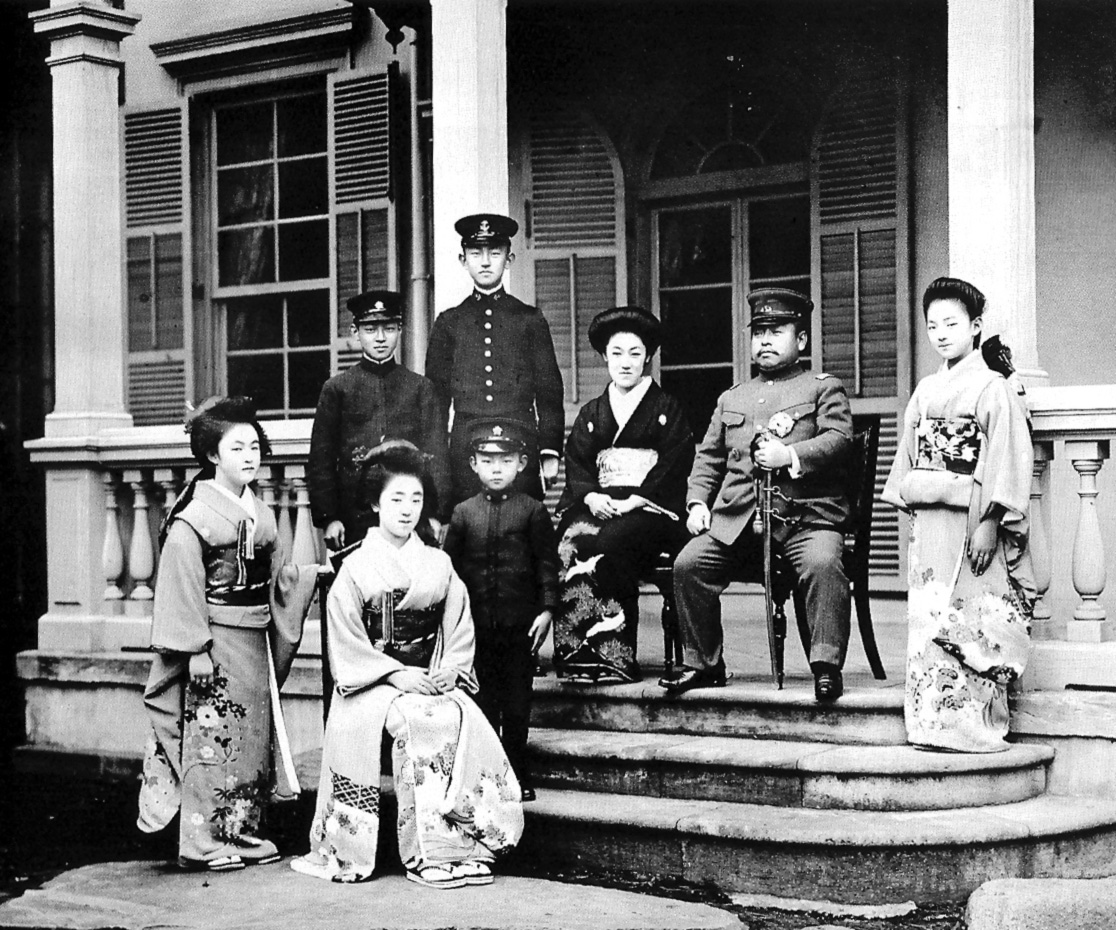
Принц Куни Куниёси и его семья, 1920 год

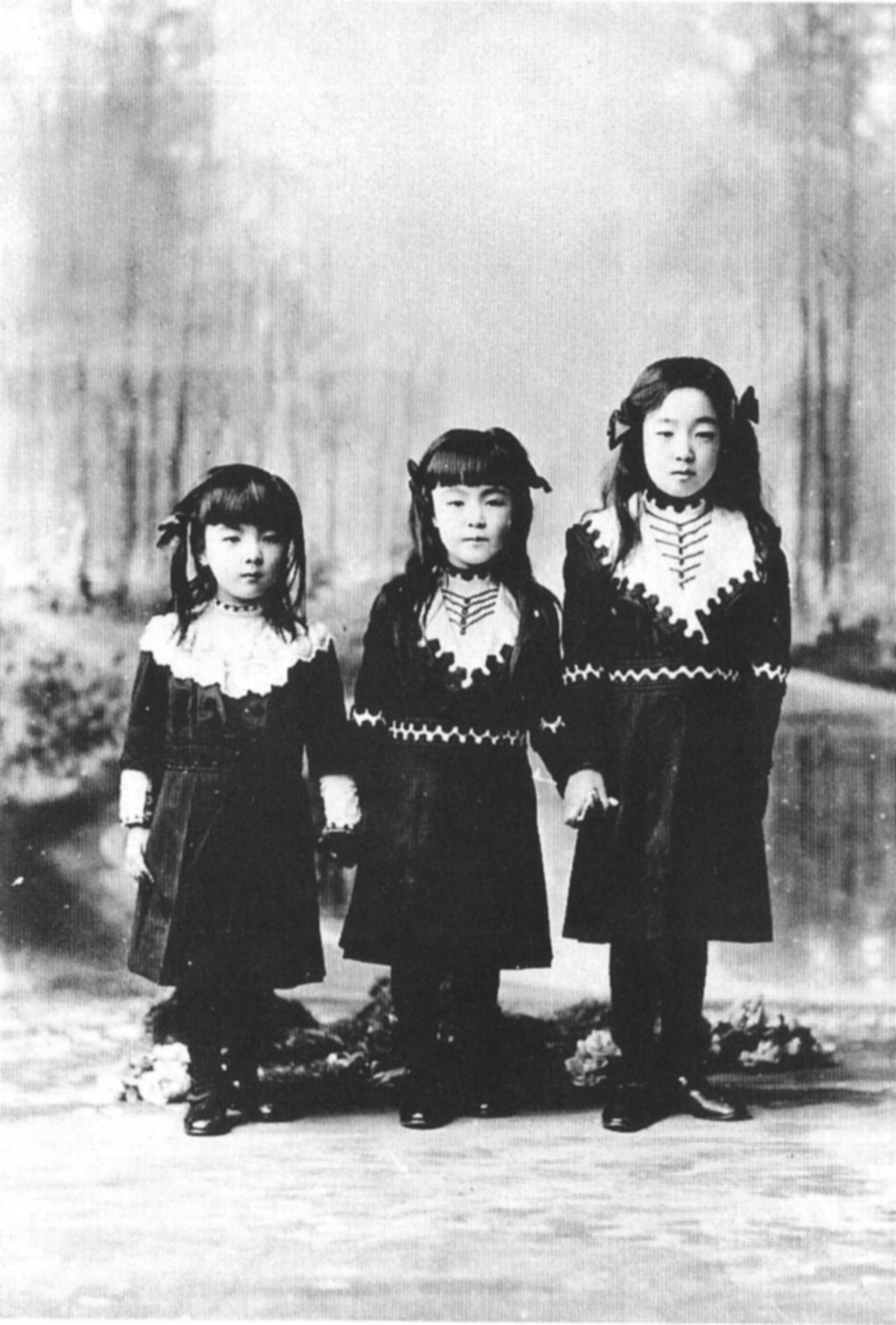
Слева направо: принцесса Сатоко, принцесса Нобуко, принцесса Нагако (позднее императрица Кодзюн), 1912 год

13 декабря 1889 года принц Куни Куниёси женился на Симадзу Тикако (19 октября 1879 — 9 сентября 1956), седьмой дочери князя Симадзу Тадаёси, последнего даймё Сацума-хана. Брак представлял собой союз между императорской семьей и кланом Сацума.
Дети:
- принц Куни Асаакира (久邇宮朝融王, 2 февраля 1901 — 3 декабря 1959 года);
- маркиз Куни Кунихиса (久邇邦久, 20 марта 1902 — 5 марта 1935 года);
- принцесса Куни Нагако (香淳皇后/良子女王, 6 марта 1903 — 16 июня 2000 года), с 1924 года — супруга наследного принца Хирохито (будущего императора Сёва);
- принцесса Нобуко Куни (信子女王, 30 марта 1904 года — 8 ноября 1945 года);
- принцесса Сатоко Куни (智子女王, 1 сентября 1906 — 15 ноября 1989 года);
- граф Хигасифусими Кунихидэ (東伏見慈洽, 10 мая 1910 — 1 января 2014 года).